# Císařská štola (Špania Dolina)
Císařská štola (slovensky Cisárska štôlňa, též Denní štola) je jednou z nejstarších štol v hornickém revíru Španí Doliny v Banskobystrickém kraji na Slovensku.

## Historie
Podle archeologických nálezů prehistorických nástrojů existují důkazy, že v oblasti Španí Doliny se měděná ruda těžila již v období neolitu a později i v době bronzové. V raném středověku nepřímé zmínky o hornické činnosti ve Starohorském revíru, kde se získávala zejména měď, ale společně s ní také stříbro, se váží k roku 1006. První písemný doklad existence obce Špania Dolina (pod jménem Montana, později se objevovaly názvy Grueb, Herrengrund, Vallsdominorum či Úrvölgy) je z roku 1263. O největší rozkvět těžby se zasloužil podnikatel Ján I. Thurzo z Betlanoviec, který společně s augsburským bankéřem Jakubem Fuggerem v roce 1494 založil těžařskou společnost Ungarischer Handel. Ján Thurzo zde mj. zavedl novou benátskou technologii oddělování čisté mědi od stříbra. S tímto rozvojem souviselo budování hutí, vodovodu a nových štol. Nejstarší byla štola Ferdinand, která v roce 1496 dosahovala hloubky 250 metrů a odvodňovala celý revír. Pozůstatky této štoly jsou přímo na náměstí, nad ní se nachází odval z bývalé štoly Maxmilián. V období 15.–17. století se měď ze Španí Doliny vyvážela do celého světa. Až později nastala postupná stagnace a uzavírání dolů.

### Císařská návštěva
Denní (Císařská) štola bývala jednou z hlavních vstupních štol v revíru Španí doliny. Vstup do štoly se nachází v centru obce nedaleko klopačky v nadmořské výšce cca 720 metrů. Před nástupem do práce se před ní shromažďovali horníci ke společné modlitbě. Štola je dlouhá 960 metrů a je propojena s katastrem obce Staré Hory.

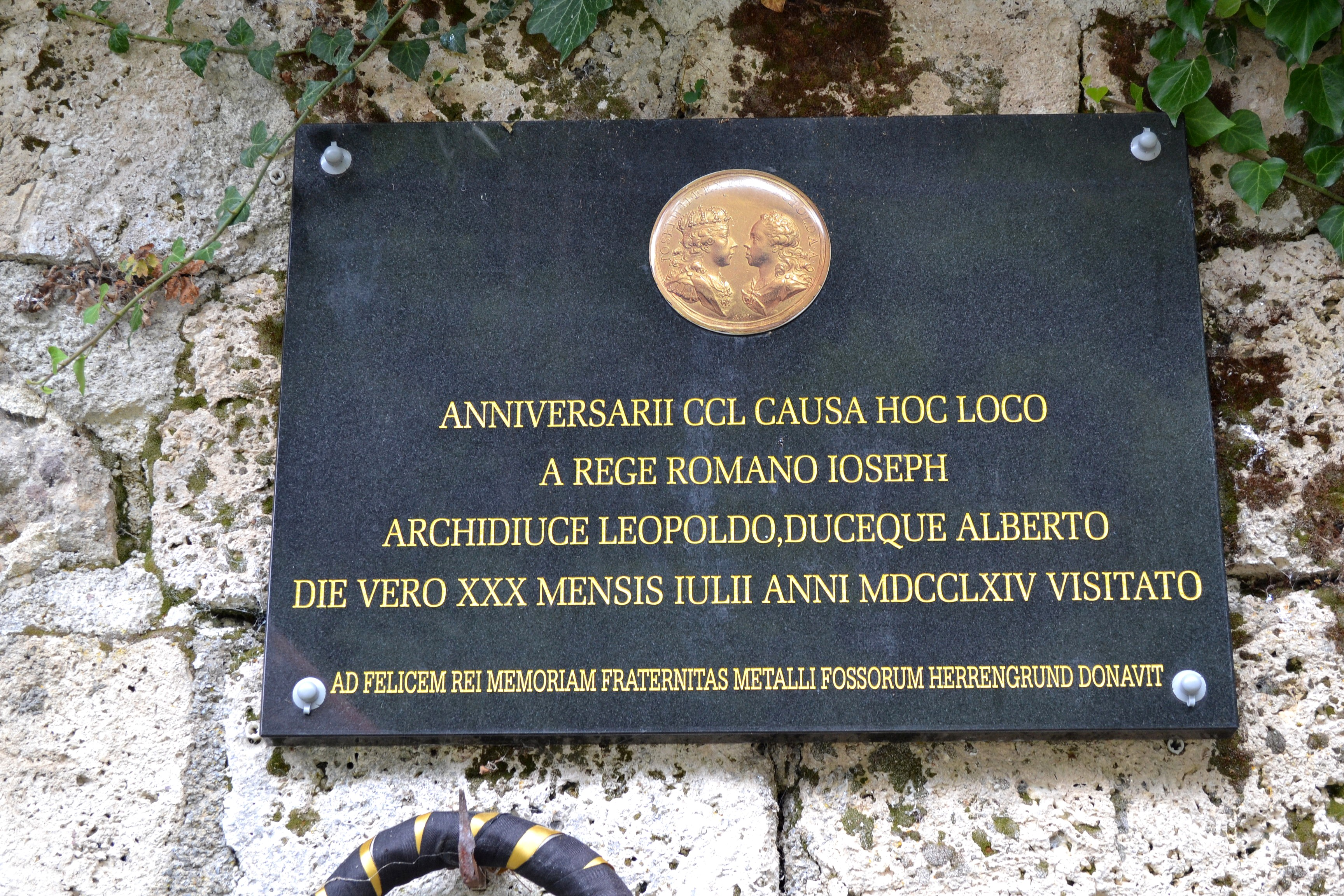
Pamětní deska ke 250. výročí císařské návštěvy štoly

V červenci roku 1764 navštívili hornický revír ve Španí Dolině synové Marie Terezie: korunní princ Josef a jeho mladší bratr Leopold, společně s těšínským vévodou Albertem Kazimírem Sasko-Těšínským. V doprovodu místních horníků prošli celou Denní štolu a po 45 minutách vyšli z podzemí v osadě Richtárová ve Starých Horách.

### Péče o památky
Od roku 2008 působí ve Španí Dolině občanské sdružení Banícke bratstvo Herrengrund, jehož cílem je jak uchování nehmotného kulturního dědictví a hornických tradic ve Starohorském regionu, tak i péče o nemovité historické památky v oblasti Španí Doliny. Hornické tradice, jako je hornická přehlídka, hornická svatba či pohřeb, rekonstruované členy spolku, byly v roce 2011 Ministerstvem kultury Slovenské republiky zapsány na seznam nehmotného kulturního dědictví Slovenska.
Mezi nemovité památky, o něž pečují členové zmíněného hornického bratrstva, patří kromě štoly Ludovika, Hornické naučné stezky a dalších objektů i Císařská štola, v níž byla zřízena expozice, vhodná pro návštěvy rodin s dětmi. Členové spolku také v obci založili hornické, geologické a mineralogické muzeum, nazývané Naše múzeum medi, jehož expozice každoročně doplňují o nové přírůstky. Průměrná roční návštěvnost muzea od počátku byla 1800 osob.